# Сплитска врата
Сплитска врата су морски канал у Јадранском мору.
Налазе се између острва Шолта и Брач и доласком са отвореног мора у тај мореуз, долази се заправо пред сам Сплит, па због тога овај мореуз и представља „врата“.
Приближну границу Сплитских врата чине линије које повезују:
- на северу шолтански источни рт (источно од рта Ливка) и рт Заглав на Брачу,
- на југу рт Мотика на Шолти и рт Кобила на Брачу.